# Willemsvaart (Zwolle)
De Willemsvaart is een vaart in de Nederlandse stad Zwolle die loopt vanaf de IJssel naar de binnenstad van Zwolle en die doodloopt bij de Nieuwe Veerallee. De vaart is daar onderbroken en gesloten voor de scheepvaart.

## Geschiedenis
Aangezien de stad Zwolle enkele kilometers van de IJssel af lag, wilde men al in de middeleeuwen een vaart graven. Dit streven is lange tijd succesvol verhinderd door de concurrerende IJsselsteden Kampen en Deventer.
De Willemsvaart werd geopend op 24 augustus 1819 door Berend Hendrik Bentinck tot Buckhorst, de toenmalige gouverneur van Overijssel. De aanleg was mogelijk door een belangrijke financiële bijdrage van Koning Willem I, aan wie de vaart dus zijn naam dankt. De Willemsvaart werd gegraven onder verantwoordelijkheid van ingenieur Cornelis van der Meer.
Nadat het Zwolle-IJsselkanaal in 1964 geopend werd, was de Willemsvaart overbodig geworden. Door het aanleggen van wegen in en veranderen van de inrichting van het gebied waar de Willemsvaart doorheen loopt, is het niet meer mogelijk de gehele Willemsvaart te bevaren. Toch wordt de vaart met de bijbehorende sluizen nog wel als waardevol voor de omgeving gezien.

## Trivia
- De Willemsvaart bevat aan de IJssel enkele nog in authentieke staat verkerende sluizen.
- Langs de gelijknamige straat die parallel aan de Veerallee loopt, kan men de vaart nog bewonderen. Dit is niet de originele vaart maar een gedeeltelijke reconstructie uit 1996.